# Woodburytypia

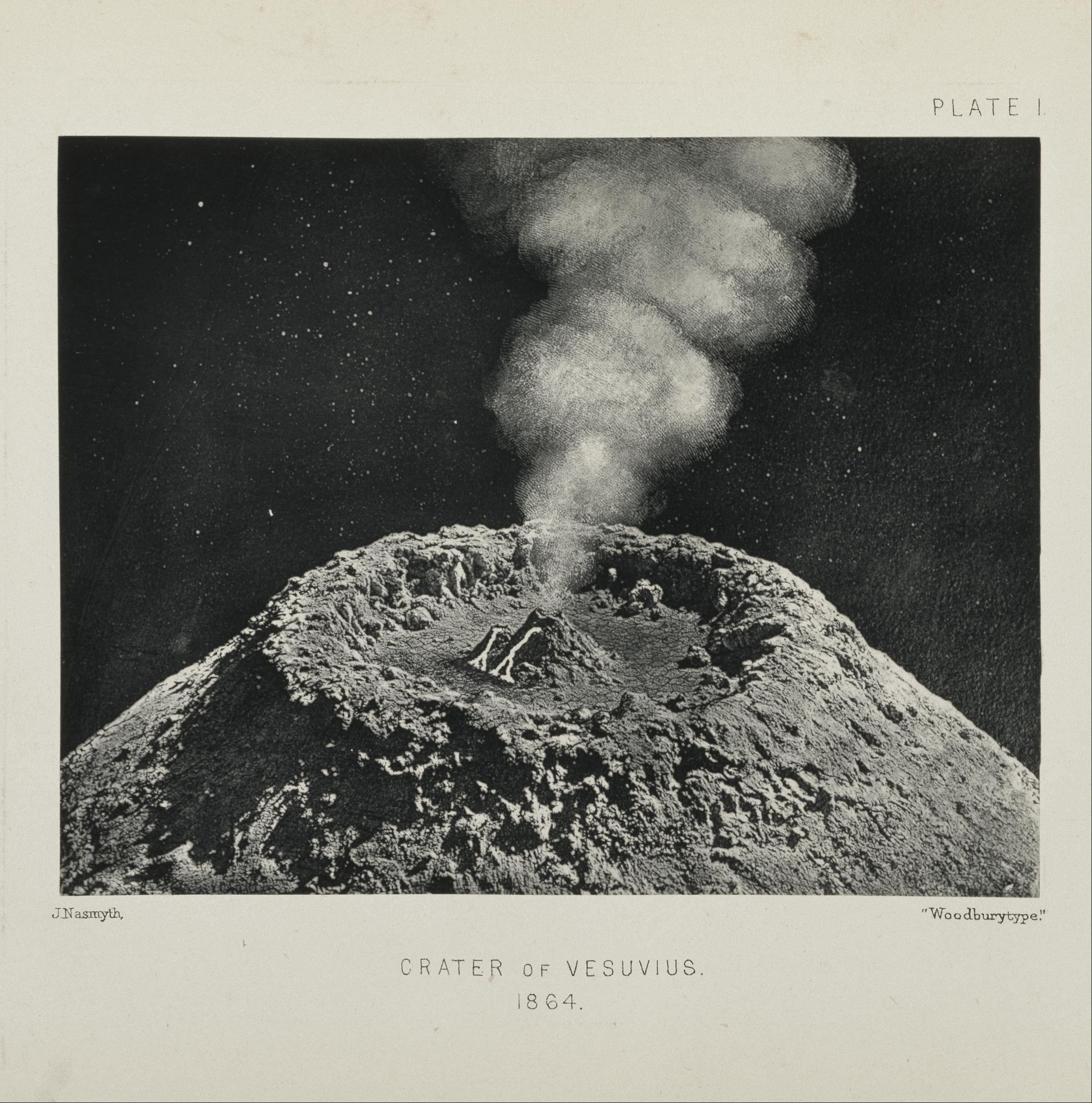
Krater Wezuwiusza na fotografii autorstwa Jamesa Halla Nasmytha, 1864, odbitka w technice woodburytypii (u dołu z prawej nadruk z nazwą techniki)

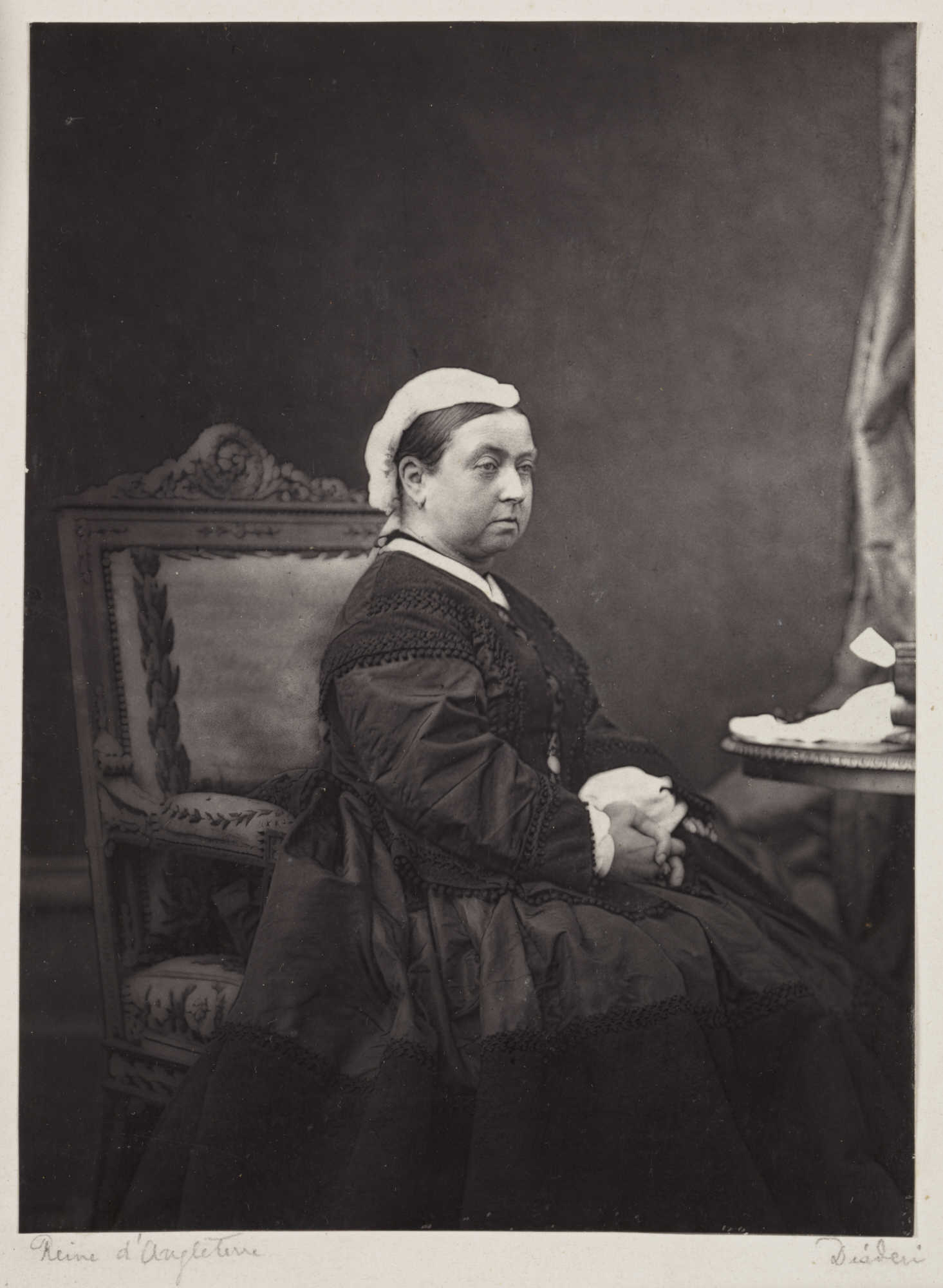
Portret królowej Wiktorii autorstwa André Adolphe’a Eugène’a Disdériego, ok. 1870, odbitka w technice woodburytypii w formacie carte de visite

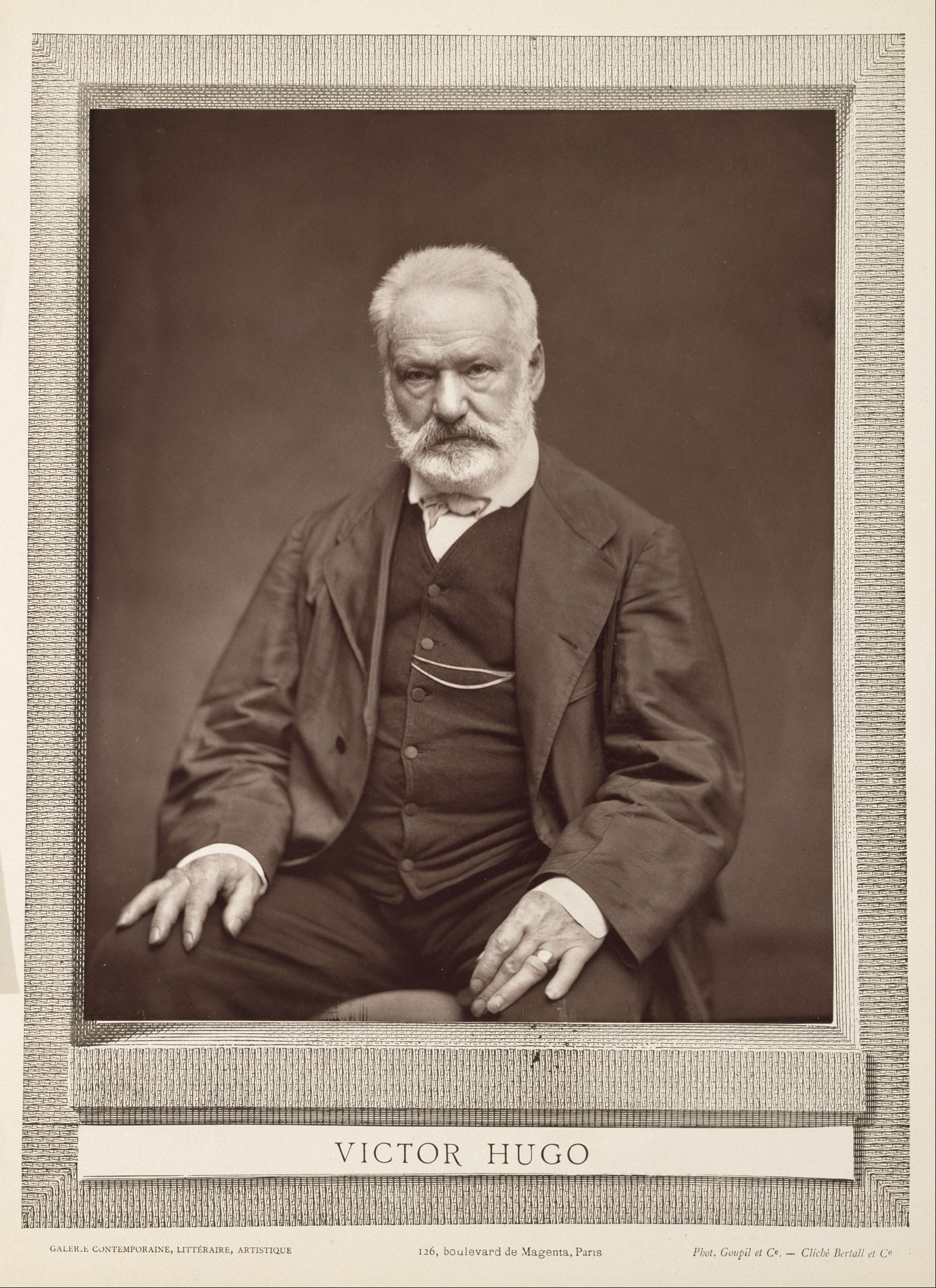
Portret Victora Hugo autorstwa Étienne’a Carjata z serii Galerie contemporaine, lata 70. XIX w., odbitka w technice woodburytypii

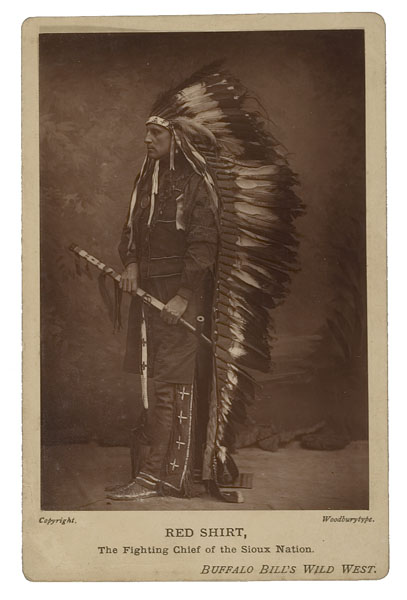
Red Shirt, the Fighting Chief of the Sioux Nation, lata 80. XIX w. (?), odbitka w technice woodburytypii w formacie gabinetowym (u dołu z prawej nadruk z nazwą techniki)

Woodburytypia – fotomechaniczna technika drukarska służąca do reprodukowania fotografii, stosowana głównie w okresie ok. 1870–1900. Jej nazwa pochodzi o nazwiska wynalazcy, Brytyjczyka Waltera Bentleya Woodbury’ego (1834–1885), który opatentował ją w 1864 roku.

## Zastosowanie
Woodburytypia jest jedną ze stosowanych z powodzeniem w 2. połowie XIX wieku technik fotomechanicznych. Pozwalały one na otrzymanie dużej liczby odbitek w stosunkowo krótkim czasie. W technikach tych obraz otrzymywany jest nie w wyniku działania światła na substancję światłoczułą (jak w przypadku odbitek fotograficznych), ale poprzez przeniesienie farby na papier z matrycy drukarskiej. Jednak za sprawą doskonale oddanych gradacji tonalnych, wizualnie odbitki w technice woodburytypii są bardzo zbliżone do fotografii.
W okresie swojej największej popularności, czyli w latach 70. i 80. XIX wieku, woodburytypia służyła do wykonywania ilustracji w książkach i czasopismach. Pojedyncze odbitki były także sprzedawane oddzielnie w formacie carte de visite i gabinetowym. W technice tej wykonywano także całe serie, takie jak cykl portretów sławnych osobistości Galerie contemporaine (1876–1884) albo zbiór reprodukcji dzieł sztuki Trésor Artistique de la France (1877). Ze względu na sporą trudność techniczną, woodburytypią zajmowały się głównie wyspecjalizowane firmy, zwłaszcza w Wielkiej Brytanii (m.in. Woodbury Permanent Printing Company) i Francji (Goupil & Cie, Lemercier), gdzie znana jest pod nazwą photoglyptie. W latach 90. stopniowo zaczęły ją wypierać inne techniki: światłodruk i heliograwiura.

## Cechy charakterystyczne
Odbitki w technice woodburytypii charakteryzują się ciągłością tonalną obrazu, co odróżnia je od wszystkich pozostałych technik fotomechanicznych. Identyfikację techniki często umożliwia nadruk zawierający jej nazwę, który umieszczano na wielu odbitkach. W przypadku braku takiej informacji jednoznaczne stwierdzenie, że dana odbitka wykonana została w technice woodburytypii, może być trudne nawet przy użyciu zaawansowanych metod.
Odbitki w technice woodburytypii są bardzo trudne do odróżnienia od odbitek węglowych, gdyż wizualnie (także w obrazie mikroskopowym) wyglądają bardzo podobnie. Kolor odbitek to zazwyczaj odcienie brązu lub czerni; w woodborytypii sporadycznie stosowano pigmenty nadające im inne kolory. Obie techniki – węglowa i woodburytypia – miały także zbliżone zastosowanie.

## Opis techniki
Szklana płyta pokrywana jest roztworem zawierającym żelatynę i dichromian (dwuchromian) amonu. Po zastygnięciu warstwa żelatyny jest zdejmowana ze szkła, a następnie umieszczana bezpośrednio na szklanym negatywie fotograficznym. Całość wkłada się do kopioramki i wystawia na działanie światła (negatywem do góry). Partie jasne negatywu przepuszczają światło, które utwardza żelatynę; ciemne działają odwrotnie, w wyniku czego stopień utwardzenia warstwy żelatynowej jest zróżnicowany. Po naświetleniu żelatyna jest płukana w ciepłej wodzie, która usuwa ją w partiach nieutwardzonych, tworząc reliefowy obraz. W ten sposób powstaje matryca, która najcieńsza jest w partiach naświetlanych pod najciemniejszymi częściami negatywu, a najgrubsza w partiach naświetlanych pod najjaśniejszymi częściami negatywu. Następnie z żelatynowej matrycy w prasie hydraulicznej wytłacza się matrycę ołowianą.
W celu wykonania odbitek matryca ołowiana umieszczana jest w prasie drukarskiej i pokrywana żelatyną zawierającą tusz i pigment, a następnie przyciskana do odpowiednio przygotowanego papieru. W rezultacie na papierze powstaje reliefowy obraz utworzony przez półprzezroczystą żelatynę zawierającą tusz, której warstwa jest cieńsza w partiach jasnych i grubsza w ciemnych.

## Warianty i pochodne techniki
Zarówno sam Woodbury, jak i inni badacze, prowadzili dalsze prace zmierzające do udoskonalenia techniki. W rezultacie powstały różne jego modyfikacje, mające jednak dość ograniczone zastosowanie. Jednym z takich wariantów była technika photo-mezzotint, którą wynalazł Joseph Wilson Swan (1828–1914) niemal w tym samym czasie, co Woodbury woodburytypię. Obie techniki były do siebie bardzo zbliżone, dlatego też między wynalazcami wywiązała się dyskusja na temat jej prawdziwego autorstwa.
W 1878 r. Woodbury opracował technikę photo-filigran (znaną także jako photo-filigrain i photo watermarks), która pozwalała na otrzymanie na papierze obrazu w formie filigranu (znaku wodnego) charakteryzującego się ciągłością tonalną. Rok później Woodbury opracował technikę znaną pod nazwą stannotype, która od woodburytypii różni się przede wszystkim sposobem otrzymania matrycy do drukowania, do czego nie była już potrzebna prasa hydrauliczna.
W latach 70. XIX w. Francuz Leon Vidal (1833–1906) opracował skomplikowaną i rzadko stosowaną technikę pozwalająca na otrzymanie barwnej odbitki, znaną jako photochromy (photochromie, Vidal process). W technice tej na odbitkę w technice woodburytypii z kamieni litograficznych odbija się kolejne kolory, co wizualnie daje efekt zbliżony do chromolitografii.